# Чорна Галина Олександрівна
Галина Олександрівна Чорна (нар. 7 травня 1948, село Суха Верба, тепер знятий з обліку населений пункт Березівського району Одеської області) — українська радянська діячка, стернярка Кременчуцького сталеливарного заводу. Депутат Верховної Ради УРСР 9—11-го скликань. Член Президії Верховної Ради УРСР 11-го скликання.

## Біографія
Освіта середня.
У 1966—1967 роках — мотальниця Полтавської бавовняно-прядильної фабрики.
У 1967—1970 роках — робітниця Кременчуцької взуттєвої фабрики Полтавської області.
З 1970 року — стернярка Кременчуцького заводу лиття і штамповок (сталеливарного заводу Кременчуцького виробничого об'єднання вагонобудування) Полтавської області.
Потім — на пенсії в місті Кременчуці Полтавської області.

## Нагороди
- ордени
- медалі